# 宗門改
宗門改（しゅうもんあらため）は、江戸時代の日本で江戸幕府によって行われた宗教政策および民衆統制政策。民衆の信仰する宗教を調査する制度である。禁教令の発布に伴いキリシタンの摘発を目的に整備された制度であったが、江戸中期以降は住民調査的な制度に変移していった。
宗門人別改という名称もあるが、これは別の調査制度である人別改が、江戸中期以降に宗門改と事実上統合したことからくる名称である。宗門人別改帳も、本来は宗門改帳と人別改帳という全く別種のものであった。

## 概要
江戸幕府は慶長17年（1612年）に禁教令を発布し、以後、キリスト教を禁制としてキリシタンの捜査や摘発、強制改宗政策を取っていくようになる。
当初、幕府はキリスト像が刻まれた板を踏ませる踏絵や密告の奨励（後の訴人報償制）などをキリシタンの取締りの基本とした。やがてキリシタンではないことを仏教寺院に請け負わせてその証明とした寺請制度を創設する。寛永14年（1637年）からその翌年にかけて九州でおきた島原の乱の後、寛永17年（1640年）に幕府は宗門改役を設置する。寛文4年（1664年）に諸藩に宗門改制度と専任の役人を設置するよう命じ、これ以後、宗門改帳が各地で作成される。寛文5年（1665年）には日蓮宗のうち強硬派である不受不施派が禁制となったことにより、他宗派に改宗させる宗門改の対象となった。
宗門改帳はやがて人別帳に宗旨を記載する宗門人別改帳（宗旨人別帳）に変移し、寛文11年（1671年）に法的に整備されて幕府は諸藩にも作成を義務付ける。ここで宗門改は制度として完成した。宗門改の制度は、明治6年（1873年）キリスト教の禁制が解除されるまで続いた。
明治政府によるキリスト教徒へのスパイ活動は当初は弾正台が明治3年（1870年）6月の「諜者規則」に基づいて行い、翌年7月には新しい太政官制により正院内の監部課が引き継いだ。監部課の異宗諜者の廃止はキリスト教解禁の翌4年（1874年6月）であったが、異宗諜者の報告書は明治9年（1876年）3月まで存在している。

## 仏教との関係
幕府は寺請制度（檀家制度）として宗門改に仏教勢力を用いた。幕府は民衆をいずれからの仏教宗派に所属させ、その証明を持ってキリシタンではないことを証明させた。
宗門改に仏教を用いた最初の例は、慶長19年（1614年）に京都所司代板倉勝重が棄教したキリシタン（転びキリシタン）から寺手形を取った物である。これはあくまで転びキリシタンに限定したもので、民衆全体に施行されたわけではない。少なくとも、寺請制度が制度として全国的に施行されるようになるのは、寛永12年（1635年）に武家諸法度を改定してからである。寺請制度が完成するのは寛文11年（1671年）に宗門人別改帳が法整備されてからで、これ以降、武士・町民・農民など階級問わず民衆は原則として特定の仏教寺院（不受不施派を除く檀那寺、藩によっては神社もあった）に属することが義務となり、その情報は全て寺院に把握された。
結果として仏教は幕府体制に取り込まれることとなり、やがて寺院は汚職の温床となって僧侶の世俗化などの問題を招く。明治になると尊皇思想の高まりや、神道国教化運動などによって神道優位の風潮が起こり、折からの仏教への批判は大きな物となっていき、やがて廃仏毀釈運動へと繋がっていく。
一方で、明治政府は江戸幕府のキリスト教禁制を継承し、宗門改制度も継承していた。先述の仏教への批判、神道の高まりもあって明治政府は明治4年に民衆を神社の氏子とする氏子調を発令する。これは檀家制度を神道に置き換えたものである。しかし、明治6年（1873年）のキリスト教禁止政策取り止めに伴い、氏子調もわずか2年で廃止された。

## 民衆調査としての側面
兵農分離以後、領主は所領内の人間を把握する手段として、人別改めを行うようになる。これは主に夫役のために行われ、そのため必要に応じて不定期に行われた。これによって作成された台帳を「人別改帳」と呼ぶ。
幕府は寛文4年に諸藩にも宗門改制度の設置を命じ、そのため各地で毎年宗門改帳が作られるようになる。ただし、宗門改帳の作成は義務ではなく、宗門改帳が発見されない藩や、6年ごとに調査を行っていた藩など例外もある。旗本の知行地など天領では名主や庄屋に五人組の手形を取らせて宗門改帳を作成した。
宗門改帳が全国的に広がるようになると、人別改帳に宗旨を記載する形で、人別改帳と宗門改帳の統合がされていくようになり、「宗門人別改帳」となる。寛文11年に宗門人別改帳法的に整備され、幕府は諸藩にその作成を義務付けた。
結果として、宗門人別改帳は民衆の戸籍原簿や租税台帳の側面を持つようになり、宗門改めはキリシタン摘発の激減もあって宗教政策というよりも民衆調査的な目的を帯びるようになる。享保の改革では、全国的な調査の取りまとめが行われた。

## 宗門改役
寛永17年6月、幕府は宗門改の専任役として、宗門改役を設置する。大目付であった井上政重が、島原の乱後に長崎へ下向し政務を掌った際、初代宗門改役に任命される。寛文2年（1662年）2月には作事奉行の保田宗雪もこの役に任命され、以後は大目付・作事奉行が1名ずつ兼任の役となった。諸藩に対しては先述のように寛文4年に宗門改制度と同じく専任の役人を置くよう命じた。切支丹奉行（キリシタン奉行）・宗門奉行とも呼ばれた。
幕府の宗門改役は、配下に与力6騎、同心30名が配属され、幕府直轄地に対してのキリシタン及び宣教師の捜索を行い、また諸藩に対するキリシタン改帳の作成やその送付、点検も行っていた。棄教したキリシタン（転びキリシタン）の監視も監督し、切支丹類族帳に記載された者が死亡した場合には宗門改役に届け出る必要があった。
井上政重は捕縛したキリシタンを、正保3年（1646年）に自身の下屋敷（現・東京都文京区小日向）に作らせた建物に収容し尋問を行った。これは切支丹屋敷（山屋敷）と呼ばれ、宗門改役が廃止されるまでキリシタンの取調所および住居として使用された。
寛政4年（1792年）に廃止される（宗門改制度は継続）。

## 略歴
- 慶長17年（1612年） - 江戸幕府によって天領に禁教令が出される。
- 慶長18年（1613年） - 禁教令を全国に拡大。また「バレテン追放の文」が発布される。
- 慶長19年（1614年） - 京都所司代板倉勝重が転びキリシタンより寺手形を取る（最初の寺請）。
- 元和2年（1616年） - 土佐藩で宗門改が行われる（最初の諸藩による宗門改）。
- 寛永12年（1635年） - 幕府が武家諸法度に「キリシタン厳禁」を加え改定する。
- 寛永17年（1640年） - 幕府が宗門改役を設置。初代宗門改役に井上政重が任ぜられる。
- 寛文4年（1664年） - 幕府が諸藩に毎年の宗門改と宗門改を専門に行う役人の設置を命ずる。
- 寛文5年（1664年） - 不受不施派が禁制となり、宗門改の対象となる。
- 寛文11年（1671年） - 宗門改帳が法的に整備される。
- 慶応3年（1867年） - 大政奉還。明治政府は翌明治元年（1868年）、五榜の掲示にてキリスト教禁止を続けることを明言する（1873年まで）。
- 明治4年（1871年） - 明治政府が「氏子調規則」を発布。寺請制に代わって神道を宗門改の基本にしようとする（2年で廃止）。
- 明治6年（1873年） - 高札制度廃止に伴い、宗門改制度も廃止される。